# Stortjärnen (Bergs socken, Jämtland, 696611-143627)
Stortjärnen är en sjö i Bergs kommun i Jämtland och ingår i Indalsälvens huvudavrinningsområde. Sjön har en area på 0,327 kvadratkilometer och ligger 324 meter över havet.

## Delavrinningsområde
Stortjärnen ingår i det delavrinningsområde (696560-143598) som SMHI kallar för Ovan 696608-143449. Medelhöjden är 339 meter över havet och ytan är 7,6 kvadratkilometer. Det finns inga avrinningsområden uppströms utan avrinningsområdet är högsta punkten. Vattendraget som avvattnar avrinningsområdet har biflödesordning 2, vilket innebär att vattnet flödar genom totalt 2 vattendrag innan det når havet efter 284 kilometer. Avrinningsområdet består mestadels av skog (75 procent) och sankmarker (14 procent). Avrinningsområdet har 0,33 kvadratkilometer vattenytor vilket ger det en sjöprocent på 4,3 procent.